# ويليام كارلين
ويليام كارلين هو نقابي ومحامي وسياسي أمريكي، ولد في 29 مارس 1882، وتوفي في ديسمبر 1944. انتخب عضو جمعية ولاية نيويورك ‏.